# Herbert Nicke
Herbert Nicke (* 5. Oktober 1952 in Bensberg; † 21. September 2016 in Wiehl) war ein deutscher Heimatforscher und Sachbuchautor.

## Leben
Herbert Nicke wurde 1952 in Bensberg geboren und wuchs in Untereschbach auf. Er studierte Geographie, Geologie und Geschichtswissenschaften an der Universität zu Köln, wo er promoviert wurde. Er zog 1979 in das Oberbergische Land und unterrichtete dort seit 1981 am Wiehler Gymnasium. 
Neben seiner Tätigkeit als Geschichts- und Erdkundelehrer forschte er zur Regional- und Heimatgeschichte des südlichen Bergischen Landes und verfasste zahlreiche Sachbücher, darunter die erste, über tausend Objekte umfassende Aufstellung der bergischen Mühlen.  Er war Mitbegründer des Oberbergischen Naturschutzbunds.
2003 erhielt er für seine Regionalforschungen den Rheinlandtaler. Er starb nach langer Krankheit am 21. September 2016.